# Albano d'Inghilterra
Albano d'Inghilterra (III secolo – Verulamium, 305) è stato un militare romano che secondo la tradizione si convertì al Cristianesimo e subì il martirio.
È per questo venerato come santo e martire dalla Chiesa anglicana, dalla Chiesa cattolica e da quelle ortodosse, oltre ad essere considerato il primo martire britannico.

## Agiografia
Secondo la tradizione Albano era un soldato dell'esercito romano di stanza in Gran Bretagna presso Verulamium (città-fortezza d'epoca imperiale nel sud-est dell'isola). A seguito dell'incontro con uomo di fede cristiana, al quale offrì riparo e rifugio, venne iniziato al Cristianesimo e si convertì proprio nel momento culmine delle persecuzioni di Diocleziano.
Quando alcuni soldati fecero irruzione nella sua casa per arrestare il cristiano fuggitivo, Albano si fece arrestare al posto suo e perciò venne condannato e ucciso nel 305, sulla riva del fiume Ver. La tradizione vuole inoltre che Albano abbia convertito uno dei suoi carnefici poco prima di morire.
Il martirio di sant'Albano è narrato dal Venerabile Beda nel primo libro, capitolo settimo, della sua Historia Ecclesiastica Gentis Anglorum.
In alcune località del Piemonte sant'Albano viene indicato come martire della Legione Tebea; in realtà tale tradizione è assai scarna, e si limita quasi esclusivamente all'apologo edificante del carro di buoi. La vicenda del miracolo è ricordata in modo particolare a Riva presso Chieri. Secondo la leggenda, un giorno un contadino conduceva un carro carico di covoni di grano su una strada impervia dopo una pioggia intensa. Il carro si impantanò nel fango ed il contadino cominciò ad imprecare e bestemmiare. Passò di lì il Santo, che ingiunse al contadino di staccare dal carro i buoi, e di aggiogare i suoi due cani, che subito tirarono il pesante carro fuori dal fango. Il contadino, alla vista del miracolo, chiese perdono a Dio delle sue bestemmie e si convertì.

## Culto

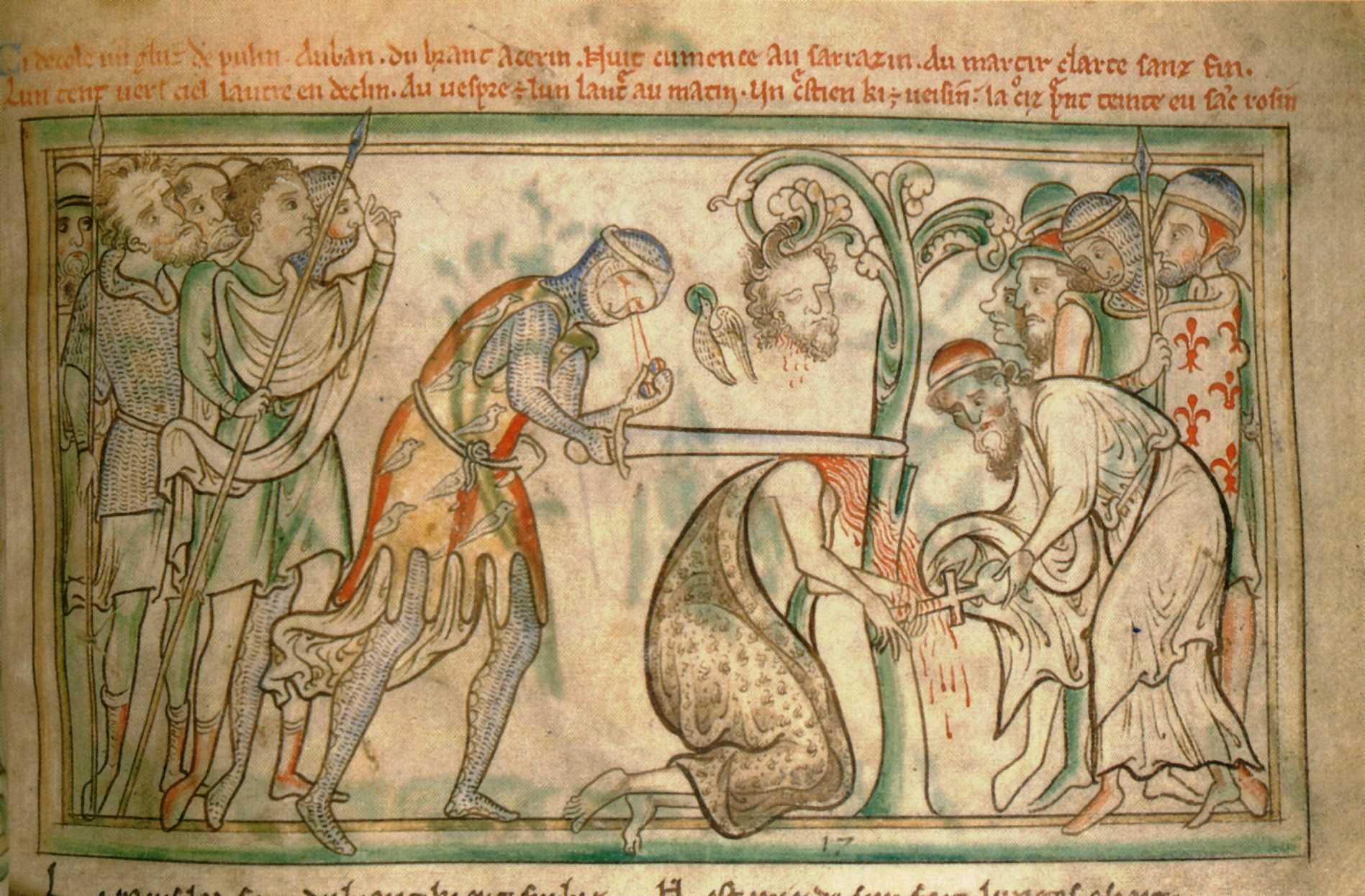
Martirio di sant'Albano, dal ms di Matteo Paris

È venerato come primo martire britannico. Poco dopo la sua morte, sul luogo del supplizio venne eretto un martyrium (parola latina indicante i monumenti innalzati sulle tombe dei martiri della fede) e qui il vescovo Germano d'Auxerre venne nel 429 in pellegrinaggio riportando in patria un po' del suolo considerato sacro e circostante la tomba di sant'Albano, favorendone e sviluppandone il culto anche oltremanica.
Nel V secolo le truppe dell'impero romano abbandonarono l'isola britannica che venne quindi occupata da tribù germaniche (Sassoni e Juti) che distrussero le prime esili strutture del cristianesimo inglese. La rievangelizzazione dell'Inghilterra ad opera di Agostino di Canterbury e di papa Gregorio I, fece riprendere vigore al culto del santo. Sul luogo del martirio, ormai devastate le precedenti costruzioni, venne eretto un monastero intorno al quale nacque e si sviluppò un piccolo borgo costruito con le pietre delle rovine di Verulamium. Questo borgo coi secoli si è sviluppato fin a divenire una città che ancora oggi esiste con il nome di St Albans a nord dell'area metropolitana di Londra, ove sorge una cattedrale intitolata al santo martire.
La Chiesa cattolica e quelle ortodosse ne ricordano la memoria il 22 giugno e quella anglicana il 17 giugno.

## Nella cultura di massa
La band di St Albans Enter Shikari parla del martirio del santo in All Eyes on the Saint, B side del singolo Juggernauts e traccia bonus per il Giappone del loro secondo album in studio Common Dreads.